# Supercoupe d'Iran de football
La Supercoupe d'Iran de football est une compétition de football opposant le champion d'Iran au vainqueur de la coupe d'Iran, disputée en un match unique.

## Palmarès

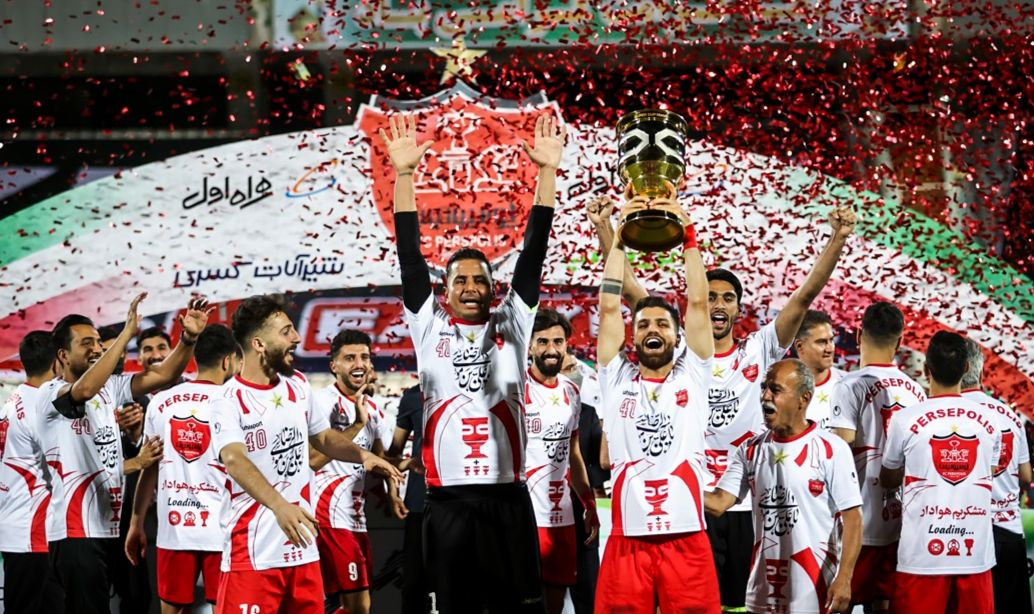
Persépolis vainqueur de la Supercoupe d'Iran 2020.

| Année  | Vainqueur            | Score | Finaliste           |
| ------ | -------------------- | ----- | ------------------- |
| 2005   | Saba Battery Téhéran | 4 – 0 | Foolad Ahvaz        |
| 2016   | Zob Ahan             | 4 – 2 | Esteghlal Khuzestan |
| 2017   | Persépolis Téhéran   | 3 – 0 | Naft Téhéran        |
| 2018   | Persépolis Téhéran   | 3 – 0 | Esteghlal Téhéran   |
| 2019,. | Persépolis Téhéran   | –     | -                   |
| 2020,. | Persépolis Téhéran   | 1 – 0 | Tractor Club        |
| 2021   | Foolad FC            | 1 – 0 | Persépolis Téhéran  |
| 2022   | Esteghlal FC         | 1 – 0 | Nassaji Mazandaran  |
| 2023,. | Persépolis Téhéran   | –     | -                   |
| 2024   | Sepahan Sport Club   | 1 – 0 | Persépolis Téhéran  |